# Пјацо (Тренто)
Пјацо је насеље у Италији у округу Тренто, региону Трентино-Јужни Тирол.
Према процени из 2011. у насељу је живело 149 становника. Насеље се налази на надморској висини од 530 м.